# The Ashlee Simpson Show
The Ashlee Simpson Show est une émission de téléréalité américaine en 18 épisodes de 22 minutes, diffusée entre le 16 juin 2004 et le 30 mars 2005 sur MTV.
Au Québec, l'émission est diffusée à partir du 11 décembre 2004 à MusiquePlus.

## Synopsis
Cette série suit la création du premier album Autobiography d'Ashlee Simpson.

## Épisodes

### Première saison (2004)
Elle a été diffusée du 16 juin au 4 août 2004.
1. Ashlee Movas Onward and Upward
2. Ashlee Verses Her Label
3. Ashlee Rocks Ryan's World
4. Valentine's Bummer
5. Ashlee Strikes a Pose
6. Ashlee Perfarms Live
7. Ashlee Hits the Big Time
8. Ashlee Goes Platinum

### Deuxième saison (2005)
Elle a été diffusée du 26 janvier au 30 mars 2005.
1. Ashlee Heads to the Big Apple
2. Ashlee's Notorious Performance
3. Ashlee Turns 20
4. Ashlee Backs Up Her Vocals
5. New Female Artist of the Year
6. Jingle Ball Rock
7. Happy New Year!
8. The Orange Bowl
9. Puppy Love
10. The Show Must Go On…